# Eusattodera thoracica
Eusattodera thoracica är en skalbaggsart som först beskrevs av F. E. Melsheimer 1847.  Eusattodera thoracica ingår i släktet Eusattodera och familjen bladbaggar. Inga underarter finns listade i Catalogue of Life.